# Shangqing pai
Pour les articles homonymes, voir Shanqing (homonymie).
École Shangqing
Shangqing 上清 ou « Pureté suprême » est un courant taoïste qui a pris forme sous les Jin au sein de l’aristocratie sur la base des Maîtres célestes, de l’ancienne tradition mystique du Sud et de la tradition alchimique de Ge Hong. Sa première matriarche est Wei Huacun, mais Tao Hongjing, qui en a structuré la théorie et la pratique et refondu le canon, est généralement considéré comme son vrai fondateur. Son prestige a contribué à l’essor du courant qui a pris dès la fin du Ve siècle le nom de la montagne sur laquelle se trouvait son ermitage, Maoshan . Situé sur le territoire de la commune de Jurong au Jiangsu, non loin de Nankin, le mont Mao est resté jusqu’à aujourd’hui le siège principal de l'école.
Les pratiques de Shangqing (essentiellement individuelles à la différence de celles des Maîtres célestes ou du courant Lingbao), négligent les rituels collectifs et les talismans exorcistes. Pour atteindre l’immortalité, la méditation, la visualisation, l’extase, les techniques de respiration et de gymnastique daoyin sont préférées à l’alchimie. La récitation du canon, de nature sacrée, joue également un rôle important. Recrutant au début dans les couches sociales supérieures, Shangqing est sous les Tang l’école taoïste dominante, et son influence se retrouve jusque dans la littérature. Son importance ne commence à diminuer qu’à partir de la seconde moitié des Song du Nord. Sous les Yuan elle a d'ores et déjà changé de nature, se spécialisant dans les rituels et les talismans - renommés pour leur puissance comme en témoigne le mythe du jiangshi - et élargi sa base de recrutement. Elle rejoint l’alliance Zhengyi. Au XXIe siècle, l’ « art de Maoshan »  désigne une magie parfois sulfureuse, très éloignée de l'esprit originel du courant, surtout pratiquée dans le Sud de la Chine ou dans les diasporas d’Asie du Sud-Est. 
Son texte de référence principal est le Vrai livre de la grande grotte de la pureté suprême ,

## Histoire
Le premier groupe des textes Shangqing fut rédigé de 364 à 370 dans les environs de Nankin, capitale des Jin orientaux, par le medium Yang Xi (330–386) à partir de révélations d’immortels. Parmi eux, Wei Huacun (251-334), qui sera considérée comme la fondatrice de l’école. Aristocrate des Jin occidentaux, membre des Maîtres célestes et ascète vivant au Henan, elle aurait obtenu et commenté les premiers textes que ses fils auraient apportés dans le Sud en suivant le repli de l’aristocratie Jin. Yang Xi exerçait ses fonctions à Maoshan, au service de l’officier Xu Mi et de son frère Xu Hui, apparentés à l’alchimiste Ge Hong, qui y possédaient un lieu de divination. Les textes commencèrent à se transmettre, inspirant même des imitations. Lu Xiujing (406-477) les inclut dans la première ébauche du canon taoïste. 
Le courant devint une école à part entière grâce à Tao Hongjing (456-536), précepteur des princes de la dynastie Qi. Il commenta les textes et développa un système structuré comprenant un panthéon. Plus intéressé par le taoïsme et le bouddhisme que par la fonction publique, il reçut en 492 l’autorisation de quitter la cour pour s’installer sur le mont Mao. Il y fit construire l’ermitage Huayang, premier temple Maoshan, avec l’aide de l’empereur Wudi des Liang avec qui il entretenait d’excellentes relations ; d’autres suivront rapidement. 
Après sa mort, l’école continua de prospérer, recrutant beaucoup au sein de l’aristocratie. Le renom de ses textes transmis de façon ésotérique était tel qu'il y eut des vols et des faux. Implantée à l'origine non loin de l'actuelle Nankin, elle connut une certaine diffusion dans le nord de la Chine quand les proscriptions de 504 et 517 obligèrent certains maîtres à s’exiler. Ainsi, l'encyclopédie taoïste publiée sous le patronage de l'empereur Wu des Zhou du Nord (r.561-578) mettait au premier rang les textes de Shangqing.
Elle dominait la scène taoïste sous les Tang, représentée entre autres par Wang Yuanzhi, Pan Shizheng, Sima Chengzhen, Wu Jun et Li Hanguang. Pendant cette période, tous ses patriarches reçurent un titre de l’empereur. Sima Chengzhen initia à certains textes le poète Li Bo et l'empereur Xuanzong, qui mit en 731 les divinités de Shangqing responsables des monts sacrés. L'empereur Taizong patronna personnellement trois temples du mont Mao. La section taoïste de l’encyclopédie impériale Taiping yulan  est composée en majorité de textes de l'école. 
Dans le même temps, Shangqing amorça une transformation de nature, intégrant des textes des écoles Lingbao et des Maîtres célestes qui la rapprochèrent de ces courants. Une plus grande place fut donnée au clergé et plus d’importance accordée aux rituels publics réclamés par la cour et la société.
Pendant la seconde moitié des Song du Nord, son influence auprès de la cour était en déclin, mais elle restait active car, ayant changé d’orientation, s’étant spécialisée dans les rituels et talismans. Elle était l’une des Trois montagnes de talismans  avec Gezao et Longhu. De nouvelles constructions apparurent sur le mont Mao, dont les Trois temples et les Cinq monastères  qui subsistèrent jusqu’à la Révolution culturelle. Sous les Song, quelques-uns de ses patriarches bénéficièrent encore de la faveur impériale, comme le 23e patriarche Zhu Ziying dont les prières auraient donné un héritier à Zhenzong. Il reçut le titre de Maitre national , titre suprême pour les religieux. Les 35e et 44e patriarches, Ren Yuanpu (?-1263) et Wang Daomeng, furent également distingués pour avoir mis fin respectivement à une inondation et à une invasion de sauterelles. Les empereurs Song et Yuan souhaitant centraliser l’administration des écoles du sud, Maoshan tomba sous l’autorité de Zhengyi au XIIIe siècle. 
À la fin du XXe siècle, les Taiping, l'armée japonaise et la révolution culturelle avaient entièrement détruit les temples du mont. Deux d'entre eux, Jiuxiaogong et Yuanfugong, ont été reconstruits ; on peut y voir le sceau et les insignes officiels de l'école datant des Song.
Maoshan, « le mont Mao », tire son nom des trois frères Mao Ying, Mao Gu et Mao Zhong. ermites et guérisseurs de la dynastie Han, À l’époque de Tao Hongjing, on l'appelait également Juqu  (de qu, courbe) ou Poumon de la terre . C’est une des terres d’immortalité du taoïsme. Le mont et ses mythes sont décrits en détail dans une monographie rédigée sous les Yuan par Liu Dabin.

## Caractéristiques
Le courant Shangqing reprend des éléments des Maîtres célestes ainsi que des concepts et croyances du fond religieux chinois. La tradition mystique et extatique de Chu et la tradition alchimique individualiste, importante au sud du Chang Jiang, lui donnent un caractère original par rapport aux écoles taoïstes du nord. Le bouddhisme a aussi exercé une petite influence. Tao Hongjing s’y intéressait et voyait d’un œil favorable les emprunts, aussi bien à cette nouvelle religion qu’au confucianisme. La tradition alchimiste est réinterprétée : l’absorption d’élixirs et autres pilules d’immortalité est remplacée en grande partie par un ensemble de pratiques qui préfigurent l’alchimie interne qui naitra sous les Song, tandis que le vocabulaire alchimique prend un sens nouveau lié à l'expérience de la méditation. Le terme zhenren  « être véritable », qui a subi une transformation autant spirituelle que corporelle, remplace le terme d'origine désignant les immortels, xianren . Comme chez les alchimistes, il y a des maîtres et des disciples, mais pas de clergé ; chacun est son propre officiant.
L'école est durant les premiers siècles marquée par l’origine sociale de ses membres. Les déités décrites par Tao Hongjing sont ordonnées comme les aristocrates et les fonctionnaires des dynasties du Nord et du Sud. L’importance donnée à l’écrit, la place limitée des talismans et de l’alchimie, le rejet des pratiques sexuelles par les adeptes les plus délicats sont autant de traits qui reflètent la culture de leur milieu. La récitation du canon est censée produire le même effet que les pratiques écartées, permettant de s'en dispenser. L’accent est mis sur la méditation et la visualisation cunshen. S'appuyant sur les descriptions détaillées des textes, l’adepte contemple l’intérieur de son corps et maintient à leur place propre les divinités qu’il contient, les visualise dénouant les liens mortels, ou bien voyage guidé par d’autres divinités dans différents mondes et voit son nom écrit dans les registres d’immortalité. Il existe aussi une composante millénariste car Yang Xi prévoyait une fin du monde durant laquelle les adeptes seraient sauvés par Li Hong, personnage messianique assimilée à Laozi. La cosmologie Shangqing, comme la cosmologie bouddhiste, envisage des cycles de destruction-recréation de l’univers.  

## Divinités et cosmologie
Le panthéon des quelque 700 divinités taoïstes provenant de différentes sources fut mis en forme par Tao Hongjing dans la Hiérarchie des esprits parfaits. Elles sont réparties en sept niveaux, abritant chacun une divinité principale. Le Vénérable des origines inspiré par le bouddhismereprésente le principe du Dao et préside le ciel supérieur peuplé de divinités conceptuelles. Le Seigneur du Grand Dao représentant le Dao en action préside le 2e niveau et a pour acolytes des immortels de la mythologie antique et des ancêtres de l’école Shangqing. L’Empereur du Portail d’or et le Suprême seigneur Lao président respectivement les 3e et 4e niveaux. Tous deux sont des formes de Laozi, ou pour le premier de l'ancêtre de Taiping. Ils ont pour acolytes respectivement des immortels du courant Lingbao et des Maîtres célestes. Les niveaux suivants sont présidés par Zhang Feng,Mao Gu et Beidi. Le dernier niveau abrite les divinités du monde souterrain de Fengdu. Certaines divinités apparaissent dans plusieurs niveaux et sous  différents aspects
Certaines divinités supérieures servent de médiateurs avec le Dao et inspirent les textes. Parmi elles, les Trois Purs, Xiwangmu et son acolyte l’Enfant bleu. Bien que n’ayant pas en général un rang élevé, les nombreuses divinités du corps, dont certaines résident simultanément dans le cosmos (dieux stellaires ou des cinq éléments) jouent un rôle important dans la pratique et sont souvent mentionnées dans les textes. 
Il existe trente-six cieux répartis en neuf niveaux. Les trois cieux supérieurs sont ceux des Trois Purs. Le niveau souterrain est Fengdu, comprenant six cours de justice. Le mont Kunlun est l’axe du monde. Il existe des cycles cosmologiques au bout desquels le yin et le yang sont épuisés ; Li Hong flanqué de trois divinités vient alors ramener l’ordre ou mettre les humains en sécurité.

## Textes
Les textes Shangqing se distinguent par leur qualité littéraire et leur lyrisme et comprennent des hymnes aux divinités ; ils rappellent en cela la littérature antique du pays de Chu. Ils sont considérés comme la condensation du souffle primordial ; l’écriture, quoique sacrée, est donc la forme grossière d’une vérité subtile. La récitation doit s'en faire avec soin et attention, répétée en écho par les dieux dans les cieux ; elle devient alors une sorte de chemin qui permet de revenir aux origines.
La transmission du texte consacre l’entrée officielle dans l’école. Elle doit se faire de maître à disciple sans assistance, après un jeûne de plusieurs jours. Le disciple prête un serment où il s’engage en particulier à ne jamais divulguer le texte à la légère sous peine de perdre ses chances d’immortalité. Un texte révélé indûment s'envole au ciel ou s'enflamme. 
Le texte principal de l'école Shangqing-Maoshan est le Vrai livre de la grande grotte de la pureté suprême , appelé aussi Livre de la grande grotte,  Livre de la pureté suprême ou Livre en 39 sections , d’après le nombre de ses chapitres. Une tradition rapportée par Zhang Junfang (début du XIe siècle) prétend que le Pur de jade aurait envoyé à Wei Huacun trente-neuf immortels porteurs chacun d’un chapitre. Il s'inspire d'un ouvrage plus ancien, le Livre de la cour jaune , importante référence pour les alchimistes et sera repris plus tard par le courant Quanzhen. La liste complète des textes se trouve dans Isabelle Robinet.

### Source
- Isabelle Robinet La révélation du shangqing dans l'histoire du taoisme EFEO, 1/1/1984,  (ISBN 2-85539-737-5)